# Mesochorus gladiatus
Mesochorus gladiatus là một loài tò vò trong họ Ichneumonidae.